# Banquet
Banquet es el cuarto álbum de estudio de la banda Lucifer's Friend, publicado en 1974.
Siendo uno de los discos más orquestales hechos por la banda junto a Where the Groupies Killed the Blues, contó con al menos 30 músicos de sesión para la grabación del álbum. Es también uno de los discos mejor aclamados por la crítica hechos por la banda, contando con una contextura que rodea desde el jazz y el rock de manera simultánea, hasta el rock latino, siendo especialmente presente en el tema de 12 minutos "Spanish Galleon". En este disco hace su debut el baterista Herbert Bornhold, luego de retirarse Joachim Rietenbach de la misma.

## Listado de canciones

### Lado A
| N.º   | Título              | Escritor(es)                         | Duración |  |
| 1.    | «Spanish Galleon»   | Lawton, Hesslein                     | 11:55    |  |
| 2.    | «Thus Spoke Oberon» | John O'Brien-Docker, John F. Bacardi | 6:45     |  |
| 18:40 |                     |                                      |          |  |

### Lado B
| N.º   | Título                       | Escritor(es)            | Duración |  |
| 3.    | «High Flying Lady - Goodbye» | Lawton, Hesslein        | 3:41     |  |
| 4.    | «Sorrow»                     | Lawton, Hesslein        | 11:49    |  |
| 5.    | «Dirty Old Town»             | Lawton, Hesslein, Horns | 4:44     |  |
| 20:14 |                              |                         |          |  |

## Integrantes
- John Lawton - Voz
- Peter Hesslein - Guitarra eléctrica, guitarra acústica, guitarra de doce cuerdas, percusión, coros
- Dieter Horns - Bajo eléctrico, coros
- Peter Hecht - Órgano, sintetizador Moog, piano Rhodes
- Herbert Bornhold - Batería, percusión, coros

## Otros créditos
Músicos invitados
- Herb Geller - Flauta, saxofón alto, saxofón soprano
- Stefan v. Dobrzynski - Saxofón tenor
- Karl-Hermann Lüer - Saxofón barítono
- Wilfried Schoberanzky - Fagot
- Dave Brian, Elvira Herbert, Sheila McKinley - Coros
- Hans Alves - Corno inglés
- Klaus Holle - Flauta
- Rolf Lind - Corno francés
- Franz Behle - Oboe
- Günter Fulisch, Heinz Reese, Waldemar Erbe, Wolfgang Ahlers - Trombones
- Bob Lanese, Heinz Habermann, Manfred Moch - Trompetas
- Bruno Korzuschek, Günter Grünig, Werner Knupke - Violas
- Kurt Donocik, Luigi Schaufuß, Walter Hillinghaus - Violonchelos
- Fritz Köhnsen, Günter Klein, Günther Zander, Heinz Donocik, Helmut Jochens, Helmut Rahn, Ingeborg Kaufmann, Otto Kaufmann, Reinhold Gabriel, Senia Daschewski - Violines

Arte y diseño
- Sebastian F.B. Dietrich - Fotografía

- Datos: Q4857080